# Linda Harrison
Linda Melson Harrison (Berlin, 26 de julho de 1945) é uma modelo e atriz norte-americana.

## Filmografia
- The Fat Spy (1966)
- Way...Way Out (1966)
- A Guide for the Married Man (1967)
- Planet of the Apes (1968)
- Beneath the Planet of the Apes (1970)
- Airport 1975 (1974)
- Cocoon (1985)
- Cocoon: The Return (1988)
- Planet of the Apes (2001)